# Betacam
Betacam és una família de formats de vídeo professional de mitja polzada (1/2") creada per Sony el 1982. Tots els formats fan servir el mateix tipus de cinta magnètica, que és el que defineix a Betacam, amb idèntica grandària, ample de cinta i forma d'enfilat. Les seves diferents variants ho converteixen un sistema altament compatible i amb una àmplia evolució.
Les cintes tenen dues grandàries distints: S i L. Les càmeres Betacam només admeten la grandària S, mentre que els magnetoscopis suporten S i L. Les cintes i els estoigs tenen colors distints depenent del format específic del que es tracti. Betacam incorpora una clau mecànica que permet al magnetoscopi identificar a quin sistema pertany la cinta inserida en ell.

## Variants de Betacam

### Betacam / Betacam SP
El primer format 'Betacam' va ser llançat el 1982. És un sistema analògic de vídeo per components, que emmagatzema la luminància (I) en una pista i la crominància (I-R, I-B) en altra distinta.
La separació dels senyals proporciona una qualitat suficient per a un entorn broadcast i 300 línies verticals de resolució. El Betacam original utilitza cintes magnètiques d'òxid, que són exactament les mateixes que la seva versió domèstica, el Betamax, creat també per Sony el 1975.
Les cintes verges Betacam es poden usar en magnetoscopios Betamax i viceversa. La diferència entre ambdós formats consisteix que Betamax grava un senyal de vídeo compost (igual que altres formats com VHS, O-Matic i el format C d'1 polzada, mentre que Betacam usa un senyal per components i una major velocitat de passada de cinta, el que proporciona millor qualitat d'àudio i vídeo. Una cinta L-750 permet 3 hores d'enregistrament en Betamax i només 30 minuts d'enregistrament en Betacam, però amb una qualitat molt superior. El Betacam SP va ser creat el 1986, i millorava la seva resolució a 340 línies verticals i afegia dues pistes d'àudio. Betacam SP (SP significa "Superior performance", és a dir, "rendiment superior") es va convertir en l'estàndard de vídeo per a les cadenes de televisió i la producció de gamma alta fins a l'entrada dels formats digitals a partir de mitjans dels anys 90.
Encara que les grandàries i durades de cinta són iguals, les cintes de Betacam SP usen metall evaporat en lloc d'òxid, de menor qualitat, i per això no es pot utilitzar el mateix suport. En la pràctica hi ha una variació en la durada de les cintes en PAL, ja que les marques comercials indiquen la durada per a NTSC. Per cada 5 minuts de cinta s'afegix un addicional; així una cinta Betacam venuda com de 30 minuts en PAL durarà 36 minuts. Tota la gamma Betacam està dissenyada per a ser compatible entre si, però només amb versions anteriors i generalment en lectura. Això significa que un equip Betacam SP podrà llegir (només llegir) cintes Betacam, però no podrà gravar amb elles i Betacam no podrà llegir Betacam SP. Segons Sony ha anat incorporant formats amb el sistema Betacam ha anat mantenint aquesta compatibilitat.
Per tant, existeixen magnetoscopis MPEG IMX que llegeixen Betacam, Betacam SP, Betacam Digital, Betacam SX i MPEG IMX. Aquest és un dels grans avantatges que han permès l'èxit de la gamma Betacam, ja que no fa necessari repicar/convertir l'arxiu guardat en versions antigues.

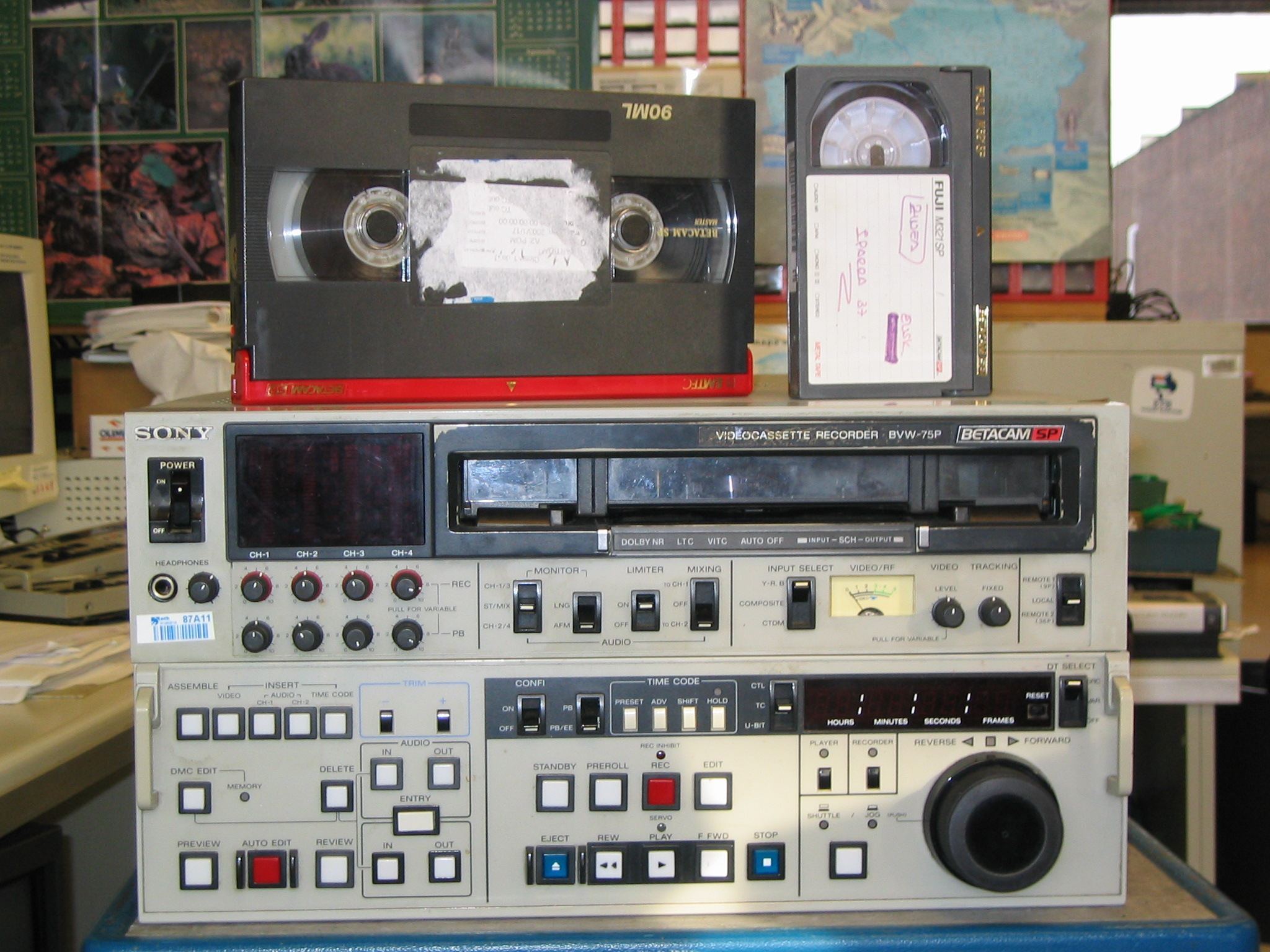
Magnetoscopi VBVW-75P de Sony. Format Betacam SP

Betacam i Betacam SP sol utilitzar cintes de color negre o gris. Les primeres càmeres de vídeo Betacam venien acompanyades d'un magetoscopio reproductor. Els primers models van ser la BVP-3, que usava 3 tubs Saticon, i la BVP-1, amb un únic tub Trinicon de 3 bandes. A pesar de venir acompanyades per un magnetoscopio (BVW-1), són equips camcorder, és a dir, càmeres amb magnetoscopi incorporat.
Les cintes només podien reproduir-se en la càmera a través del visor en blanc i negre. Per a visionar en color existia un magnetoscopi d'estudi, el BVW-10, que no obstant això era només reproductor. Al principi Betacam estava concebut només com format de captació ENG. Per a muntar s'usaven editors A/B ROLL que reproduïen Beta i gravaven C-1 o O-Matic. A més, la primera gamma d'equips incloïa un reproductor portàtil (BVW-20) amb monitor en color, el que permetia comprovar la imatge in situ.
Al contrari que el BVW-10, no duia incorporat un TBC (Time Base Corrector). Amb l'èxit de Betacam com format per a informatius, la gamma aviat va incloure el reproductor d'estudi BVW-15 i el magnetoscopi gravador BVW-40.

### Betacam Digital

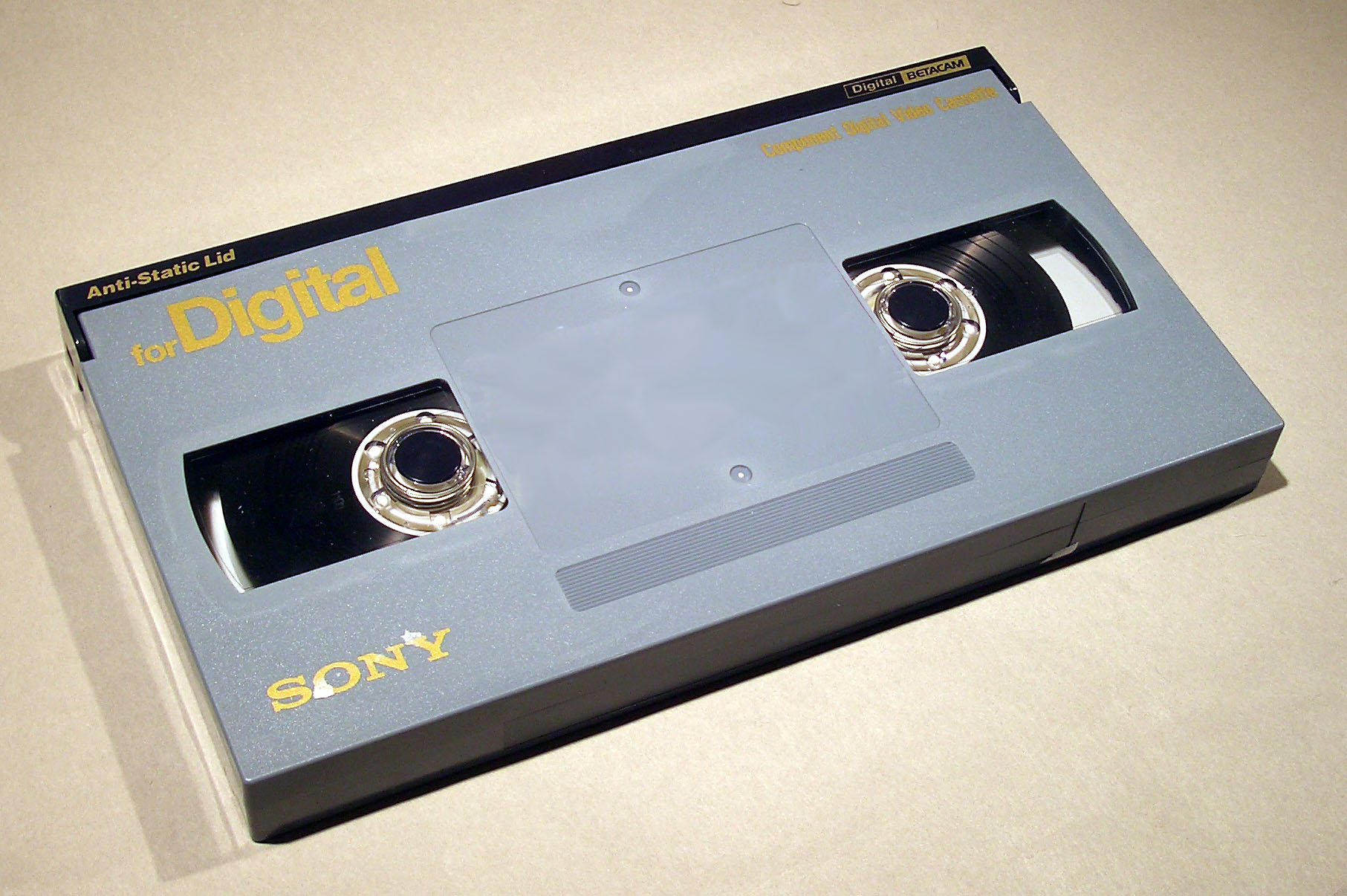
Cinta Betacam Digital grandària L

El Betacam Digital (conegut també com a Digi Beta i DBC) va ser llançat el 1993. El sistema venia a suplantar a Betacam i Betacam SP, encara que en la pràctica han conviscut i segueixen convivint per qüestions pràctiques i econòmiques (el 2004 encara se seguia usant Beta SP en grans quantitats a Televisió Espanyola). Alhora Betacam Digital va ser la primera aposta econòmica de Sony en digital, enfront del D1, oferint alta qualitat a un preu acceptable. Les cintes S arriben als 40 minuts i les L fins a 124 minuts de durada.
Betacam Digital grava usant un senyal de vídeo per components comprimida amb l'algorisme DCT (la ràtio de compressió és variable, normalment al voltant de 2:1). La seva profunditat de color és de 10 bit i la seva freqüència de mostreig és 4:2:2 en PAL (720x576) i NTSC (720x486), amb el resultat d'un bitrate de 90 Mb/s. Quant a so proporciona 4 canals d'àudio PCM a 48 kHz i 20 bits.
Inclou dues pistes longitudinals per a control track i codi de temps. Betacam Digital és considerat tradicionalment el millor format de vídeo digital de resolució estàndard (SD). En general és usat com format de cinta per a màsters i treballs de qualitat mitjana-alta, especialment postproducció i publicitat, encara que algunes empreses ho usen per a qualsevol comesa. És més car que uns altres com el DVCAM i el DVCPRO, però proporciona major qualitat. Panasonic té un format una mica semblant, el DVCPRO 50. Altre factor que va contribuir a l'èxit del Beta Digital és la incorporació en els magnetoscopis de la connexió digital SDI, de tipus coaxial. Les empreses podien usar un format digital sense necessitat de renovar tot el cablejat coaxial previ. Betacam Digital fa servir cintes de color blau.

### Betacam SX

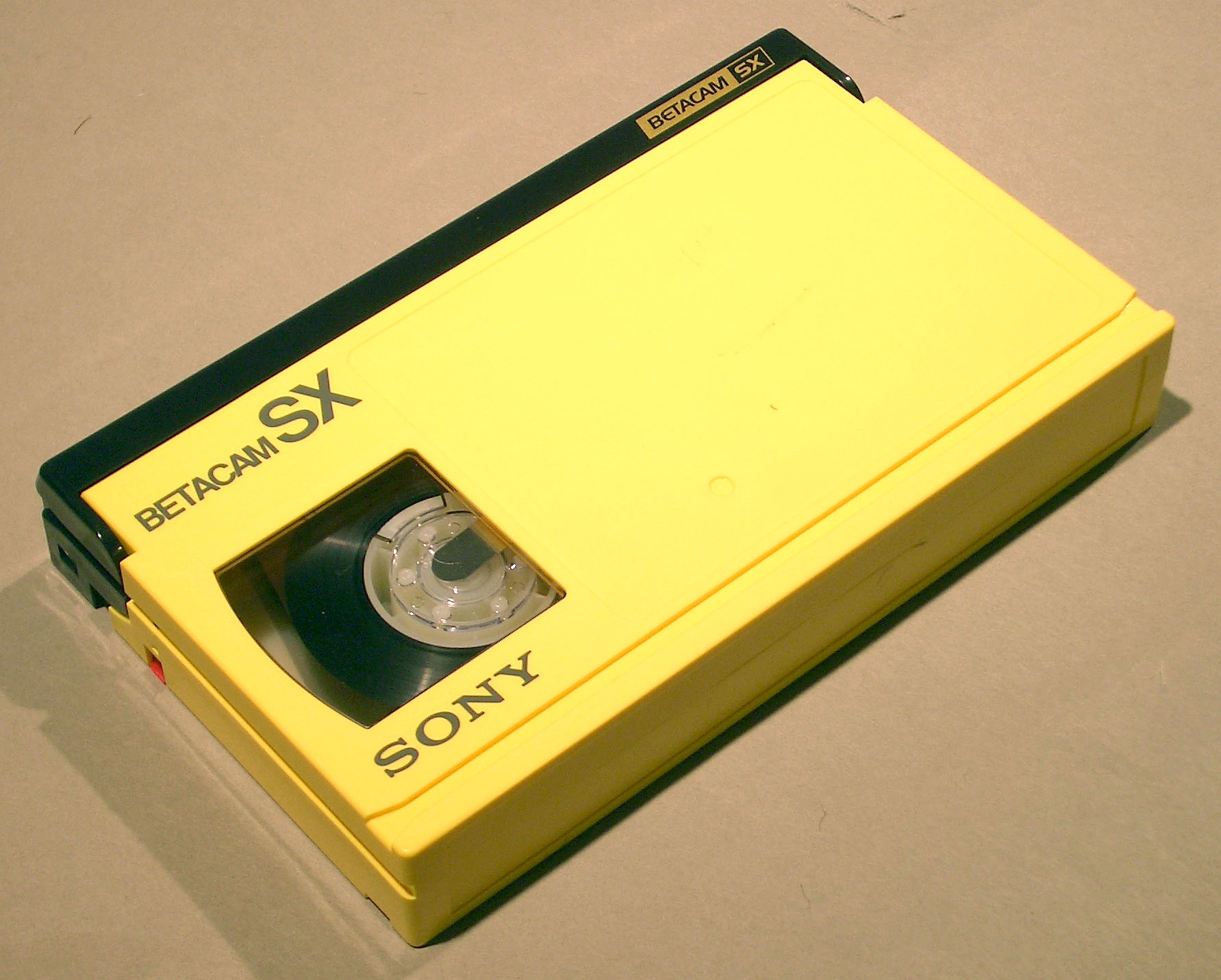
Cinta Betacam SX grandària S

Betacam SX és un format digital creat el 1996, amb la idea de ser una alternativa més barata al Betacam Digital, especialment per a treballs ENG. Comprimeix el senyal per components usant MPEG-2 4:2:2 Profile@ML (MPEG-2 4:2:2P@ML), amb 4 canals d'àudio PCM a 48 kHz i 16 bits. Betacam SX és compatible amb cintes de Betacam SP. La grandària S guarda fins a 64 minuts i la grandària L, fins a 194. Al crear el format, Sony va idear una sèrie de camcorders híbrids, que permetien gravar tant en cinta com en disc dur, així com un repicat a alta velocitat. Així s'estalviava desgast dels capçals de vídeo i s'accelerava la captura de cara a l'edició no lineal. També va incorporar el good shot mark, que permetia incorporar marques en la cinta. L'equip podia accedir ràpidament a aquestes marques i reproduir-la. Betacam SX usa cinta de color groc.

### MPEG IMX
MPEG IMX és una variant del Betacam creat el 2001. Utilitza, igual que Betacam SX, una compressió MPEG, però amb un bitrate superior. Comparteix la norma CCIR 601, amb fins a vuit canals d'àudio i una pista de codi de temps. Manca d'una pista analògica de control track com el Betacam Digital, però pot usar la pista 7 d'àudio per a aquesta comesa. És un sistema de vídeo per components comprimit amb el MPEG-2 4:2:2P@ML. Permet tres nivells de bitrate distints: 30 Mb/s (compressió 6:1), 40 Mb/s (compressió 4:1) i 50 Mb/s (compressió 3,3:1). Amb els magnetoscopios IMX, Sony va introduir dos noves tecnologies: SDTI i i-VTR. SDTI permet que vídeo, àudio, TC i control remot viatgin per un només cable coaxial. i-VTR fa que les mateix dades puguin ser transmesos per IP a través d'una connexió ethernet. També inclou la funció good shot mark de Beta SX. Les cintes de grandària S graven fins a 60 minuts i les de grandària L, fins a 184 minuts. MPEG IMX usa cintes de color verd. El format també forma part de la gamma XDCAM, i pot gravar en Professional Disc, una especificació de Blu-ray Disc per a vídeo broadcast.

### HDCAM
HDCAM, creat el 1997, és una versió d'Alta definició (HD) de la família Betacam, i manté la mateixa cinta de 1/2 polzada. Utilitza una freqüència de mostreig 4:2:2 i 8 bits de profunditat de color en vídeo per components. Aquest format, al tractar-se de HD, permet gravar en resolucions superiors, a 720 i 1080 línies. A més, com està destinat al cinema, a més dels habituals 50 i 60 frames per segon, PAL i NTSC respectivament, grava a una velocitat de 24 fps, la mateixa que s'usa en cinema amb suport fotoquímic. A més pot realitzar exploració progressiva, a més de l'exploració entrellaçada tradicional de vídeo. El seu bitrate de vídeo és 144 Mb/s. Quant a àudio grava 4 canals d'àudio AES/EBU a 48 kHz i 20 bits. HDCAM usa cinta negra amb pestanya taronja.

## Pistes en Betacam
El sistema Betacam té una manera d'enregistrament de la informació sobre la superfície de la cinta que és necessari comprendre per a entendre el funcionament del format i de molts sistemes d'edició de vídeo. Com la immensa majoria dels formats, grava la informació de vídeo en traces verticals i la resta d'informació en traces longitudinals. Aquest sistema ve heretat dels primers formats de vídeo com el B i el C. Betacam SP grava la informació de vídeo en 4 traces cada passada. Les dues interiors contenen la informació de luminància (I) i les dues exteriors, la crominància (C). Així mateix, les exteriors duen incloses les pistes 3 i 4 d'àudio, que van en freqüència modulada. Això pot donar problemes i moltes vegades aquestes dues pistes d'àudio sofrixen interferències. En les mateixes pistes verticals està la informació relativa al VITC (Vertical Interval Time Code). Les pistes longitudinals graven àudio i informació de track i codi de temps. Les dues superiors graven àudio 1 i 2, quedant la 1, generalment usada per a locucions, en l'interior, més protegida. Les inferiors graven TC en l'exterior, i control track en l'interior, perquè vagi protegida, ja que es tracta d'informació sobre el gir del motor de lectura/enregistrament.